# ウィル・フェレル
ウィル・フェレル（Will Ferrell, 本名: John William Ferrell, 1967年7月16日 - ）は、アメリカ合衆国の俳優・コメディアン・プロデューサー。

## 生い立ち
コメディアン・俳優として知られ、190センチを超える長身の持ち主であるフェレルはカリフォルニア州アーバインに生まれた。母親は教師で、父親はロックバンドライチャス・ブラザースのキーボード奏者、リー・フェレルでアイルランド系の家系であった。地元の学校へ進学し、高校時代はフットボールに励んでおり、キッカーであった。

## キャリア
高校卒業後は南カリフォルニア大学へ進学。そこではスポーツ放送について学び、スポーツ情報の学位も取得。しかし大学卒業後はその分野へは進まず、即興コメディ劇団の「The Groundlings」へ参加してコメディアンとしての才能を発揮する。1995年より2002年までは『サタデー・ナイト・ライブ』にレギュラー出演し、ジョージ・W・ブッシュを始めとして20種類以上のキャラクターを演じ分けた。同番組を卒業してからも、ホストとして数回登場する。
映画にも進出し、マイク・マイヤーズ主演の『オースティン・パワーズ』シリーズに登場するトルコ人暗殺者のムスタファ役や、数本の低予算コメディ映画を経て、主演作の『エルフ 〜サンタの国からやってきた〜』（2003年）『俺たちニュースキャスター』（2004年）が同国内で大ヒット。アメリカでもっとも人気のあるコメディアンとなる。
日本では劇場未公開となることが多く、なかなか知名度が上がらなかった。しかし2005年には6本もの作品に出演し、メル・ブルックスの『プロデューサーズ』にも、「春の日のヒトラー」を書いたナチス狂のドイツ人脚本家フランツの役で出演。『奥さまは魔女』ではニコール・キッドマンと共にゴールデンラズベリー賞の最低スクリーンカップル賞を受賞している。2007年に出演した『ナポレオン・ダイナマイト』のジョン・ヘダーとの共演作品『俺たちフィギュアスケーター』はビデオスルーの予定だったが、アメリカでの人気が飛び火して渋谷のシネマGAGAでの公開にこぎつけ、一日の総動員観客数の新記録を樹立するまでの成績を残した。その勢いによりようやく日本でも、人気コメディアンとして広く認知された。ちなみに『俺たちフィギュアスケーター』はみうらじゅんにより「みうらじゅん賞」を受賞。
これまで、『プロデューサーズ』と『主人公は僕だった』でゴールデングローブ賞にノミネートされた。また2009年にブロードウェイ舞台にてジョージ・W・ブッシュを演じた『You're Welcome America』がトニー賞へもノミネートされた。サシャ・バロン・コーエンやジョン・C・ライリーとの共演作『タラデガ・ナイト オーバルの狼』ではMTVムービー・アワードの“ベスト・キス賞”を受賞した。

## 人物像
出演作品では型破りなキャラクターを演じているが、『主人公は僕だった』で共演したダスティン・ホフマンはインタビューで「普段のフェレルは寡黙で大人しく、たまにジョークを言うような真面目な性格というギャップがある」と語った。
2007年にハリウッドで調査された「サインをくれる人、くれない人」ランキングでは、ワースト部門1位に選出されている。
2009年に『フォーブス』誌が行った「最もギャラをもらいすぎの俳優」で一位に選出された。
レッド・ホット・チリ・ペッパーズのチャド・スミスと似ていると、よくネタにされている。これをきっかけに、ジミー・ファロン司会の『ザ・トゥナイト・ショー』で共演を果たす。さらに、番組の後半にはドラム・プレイ対決も繰り広げ、終盤には他のチリ・ペッパーズのメンバー3人がサプライズで登場して演奏が始まるなど、スタジオを大いに盛り上げた。

## 私生活
2000年8月、かつて演劇クラスで同級だったスウェーデン人女優のヴィヴィカ・ポーリンと結婚。3人の息子をもうける。

## フィルモグラフィー

### 映画
| 年   | 邦題/原題                                                                                         | 役名                         | 備考                                                                    | 吹き替え                                       |
| ---- | ------------------------------------------------------------------------------------------------- | ---------------------------- | ----------------------------------------------------------------------- | ---------------------------------------------- |
| 1997 | オースティン・パワーズ Austin Powers: International Man of Mystery                                | ムスタファ                   |                                                                         | 後藤哲夫                                       |
| 1998 | ロクスベリー・ナイト・フィーバー A Night at the Roxbury                                           | スティーヴ                   | 兼脚本                                                                  |                                                |
| 1998 | ピンク・ピンク・ライン The Thin Pink Line                                                         | ダレン・クラーク             |                                                                         | （吹き替え版なし）                             |
| 1999 | ザ・サバーバンズ The Suburbans                                                                    | ギル                         |                                                                         |                                                |
| 1999 | オースティン・パワーズ:デラックス Austin Powers: The Spy Who Shagged Me                           | ムスタファ                   |                                                                         | 後藤哲夫                                       |
| 1999 | キルスティン・ダンストの大統領に気をつけろ! Dick                                                  | ボブ・ウッドワード           |                                                                         | 大塚芳忠                                       |
| 1999 | スーパースター 爆笑スター誕生計画 Superstar                                                       | スカイ・コリガン / イエス    |                                                                         |                                                |
| 2000 | MONA 彼女が殺された理由 Drowning Mona                                                             | 葬儀ディレクター             |                                                                         | （吹き替え版なし）                             |
| 2000 | レディース★マン The Ladies Man                                                                    | ランス                       |                                                                         |                                                |
| 2001 | ジェイ&サイレント・ボブ 帝国への逆襲 Jay and Silent Bob Strike Back                               | ウィレンホリー               |                                                                         | 岩崎ひろし（ソフト版） 多田野曜平（Netflix版） |
| 2001 | ズーランダー Zoolander                                                                            | ジャコビ・ムガトゥ           |                                                                         | 岩崎ひろし                                     |
| 2003 | アダルト♂スクール Old School                                                                      | フランク・リチャード         |                                                                         | 遠藤純一                                       |
| 2003 | エルフ 〜サンタの国からやってきた〜 Elf                                                           | バディ                       |                                                                         | （吹き替え版なし）                             |
| 2004 | スタスキー&ハッチ Starsky & Hutch                                                                 | ビッグ・アール               | クレジットなし                                                          | 内田直哉                                       |
| 2004 | 俺たちニュースキャスター Anchorman: The Legend of Ron Burgundy                                    | ロン・バーガンディ           | 兼脚本                                                                  | 山路和弘                                       |
| 2004 | メリンダとメリンダ Melinda and Melinda                                                            | ホビー                       |                                                                         | 松本大                                         |
| 2005 | ペナルティ・パパ Kicking & Screaming                                                              | フィル・ウェストン           |                                                                         | 石井隆夫                                       |
| 2005 | 奥さまは魔女 Bewitched                                                                            | ジャック / ダーリン          |                                                                         | 山寺宏一                                       |
| 2005 | ウエディング・クラッシャーズ Wedding Crashers                                                     | チャズ                       | クレジットなし                                                          | 遠藤純一                                       |
| 2005 | プロデューサーズ The Producers                                                                    | フランツ・リープキン         | ゴールデングローブ賞 助演男優賞ノミネート                               | （吹き替え版なし）                             |
| 2006 | おさるのジョージ/Curious George Curious George                                                    | テッド                       | 声の出演                                                                | 山寺宏一                                       |
| 2006 | タラデガ・ナイト オーバルの狼 Talladega Nights: The Ballad of Ricky Bobby                         | リッキー・ボビー             | 兼脚本、製作総指揮                                                      | 山寺宏一                                       |
| 2006 | 主人公は僕だった Stranger than Fiction                                                            | ハロルド・クリック           | ゴールデングローブ賞 主演男優賞（ミュージカル・コメディ部門）ノミネート | 山寺宏一                                       |
| 2007 | 俺たちフィギュアスケーター Blades of Glory                                                        | チャズ・マイケル・マイケルズ |                                                                         | 楠大典                                         |
| 2008 | 俺たちダンクシューター Semi-Pro                                                                   | ジャッキー・ムーン           |                                                                         | 楠大典                                         |
| 2008 | 俺たちステップ・ブラザース -義兄弟- Step Brothers                                                 | ブレナン・ハフ               | 兼脚本、原案、製作総指揮                                                | 山寺宏一                                       |
| 2009 | マーシャル博士の恐竜ランド Land of the Lost                                                       | リック・マーシャル博士       |                                                                         | ケンドーコバヤシ                               |
| 2009 | 迷ディーラー!?ピンチの後にチャンスなし The Goods: Live Hard, Sell Hard                            | クレイグ・マクダーモット     | クレジットなし 兼製作                                                   | （吹き替え版なし）                             |
| 2010 | アザー・ガイズ 俺たち踊るハイパー刑事! The Other Guys                                             | アレン・ギャンブル           | 製作                                                                    | 岩崎ひろし                                     |
| 2010 | メガマインド Megamind                                                                             | メガマインド                 | 声の出演                                                                | 山寺宏一                                       |
| 2012 | 俺たちサボテン・アミーゴ Casa de mi Padre                                                         | アルマンド                   | 製作                                                                    | 玉野井直樹                                     |
| 2012 | 俺たちスーパー・ポリティシャン めざせ下院議員! The Campaign                                       | カム・ブレイディ             | 製作                                                                    | （吹き替え版なし）                             |
| 2012 | バチェロレッテ あの子が結婚するなんて! Bachelorette                                               | N/A                          | 製作                                                                    | N/A                                            |
| 2013 | インターンシップ The Internship                                                                   | ケヴィン                     | クレジットなし                                                          | 斉藤次郎                                       |
| 2013 | 俺たちニュースキャスター 史上最低!?の視聴率バトルinニューヨーク Anchorman 2: The Legend Continues | ロン・バーガンディ           | 兼脚本、製作                                                            | （吹き替え版なし）                             |
| 2013 | ヘンゼル & グレーテル Hansel and Gretel: Witch Hunters                                            | N/A                          | 製作                                                                    | N/A                                            |
| 2014 | LEGO ムービー The Lego Movie                                                                      | おしごと大王、パパ           | 声の出演を含む                                                          | 山寺宏一                                       |
| 2014 | タミー/Tammy Tammy                                                                                | N/A                          | 製作                                                                    | N/A                                            |
| 2015 | ゲットハード/Get Hard Get Hard                                                                    | ジェームズ・キング           | 兼製作                                                                  | （吹き替え版なし）                             |
| 2015 | パパVS新しいパパ Daddy's Home                                                                     | ブラッド・ウィテカー         | 兼製作                                                                  | 岩崎ひろし                                     |
| 2016 | ズーランダー NO.2 Zoolander 2                                                                     | ジャコビ・ムガトゥ           |                                                                         | 岩崎ひろし                                     |
| 2016 | メリッサ・マッカーシー in ザ・ボス 世界で一番お金が好き! The Boss                                 | N/A                          | 製作                                                                    | N/A                                            |
| 2017 | カジノ・ハウス The House                                                                          | スコット・ヨハンセン         | 兼製作                                                                  | （吹き替え版なし）                             |
| 2017 | パパVS新しいパパ2 Daddy's Home 2                                                                  | ブラッド・ウィテカー         | 兼製作                                                                  | 岩崎ひろし                                     |
| 2017 | オー・ルーシー! Oh Lucy!                                                                          | N/A                          | 製作総指揮                                                              | N/A                                            |
| 2018 | 俺たちホームズ&ワトソン Holmes & Watson                                                           | シャーロック・ホームズ       | 兼製作                                                                  | 内田直哉                                       |
| 2018 | DJにフォーリンラブ Ibiza                                                                          | N/A                          | 製作                                                                    | N/A                                            |
| 2018 | バイス Vice                                                                                       | N/A                          | 製作                                                                    | N/A                                            |
| 2019 | レゴ ムービー 2 The Lego Movie 2: The Second Part                                                 | おしごと社長、パパ           | 声の出演を含む                                                          | 山寺宏一                                       |
| 2019 | ビトウィーン・トゥ・ファーンズ: ザ・ムービー Between Two Ferns: The Movie                         | 本人役                       |                                                                         | 遠藤純一                                       |
| 2019 | ブックスマート 卒業前夜のパーティーデビュー Booksmart                                             | N/A                          | 製作総指揮                                                              | N/A                                            |
| 2019 | ハスラーズ Hustlers                                                                               | N/A                          | 製作                                                                    | N/A                                            |
| 2020 | ダウンヒル Downhill                                                                               | ピート・スタウントン         |                                                                         | （吹き替え版なし）                             |
| 2020 | ユーロビジョン歌合戦 〜ファイア・サーガ物語〜 Eurovision Song Contest: The Story of Fire Saga     | ラーズ・エリックスソン       | Netflixオリジナル映画                                                   | 遠藤純一                                       |
| 2022 | ザ・メニュー The Menu                                                                             | N/A                          | 製作                                                                    | N/A                                            |
| 2023 | バービー Barbie                                                                                   | おもちゃ会社のCEO            |                                                                         | 内田直哉                                       |
| 2023 | スラムドッグス Strays                                                                             | レジー                       | 声の出演                                                                | 秋山竜次                                       |
| 2023 | メイ・ディセンバー ゆれる真実 May December                                                        | N/A                          | 製作                                                                    | N/A                                            |
| 2024 | 怪盗グルーのミニオン超変身 Despicable Me 4                                                        | マキシム・ル・マル           | 声の出演                                                                | 片岡愛之助                                     |
| 2024 | ウィル＆ハーパー Will & Harper                                                                    | 本人                         | ドキュメンタリー                                                        | （吹き替え版なし）                             |
| 2025 | 真心を込めて招待します You're Cordially Invited                                                   | ジム・コールドウェル         | 兼製作 Amazon Prime Videoオリジナル映画                                 | 黒澤剛史                                       |

### テレビシリーズ
| 年        | 邦題/原題                                      | 役名                         | 備考                          | 吹き替え           |
| --------- | ---------------------------------------------- | ---------------------------- | ----------------------------- | ------------------ |
| 1995-2006 | サタデー・ナイト・ライブ Saturday Night Live   |                              | 計139話出演                   | N/A                |
| 2003      | 堕ちた弁護士 -ニック・フォーリン- The Guardian | ラリー・フラッド             | 第2シーズン第23話「情念の炎」 |                    |
| 2009-2012 | Eastbound & Down                               | アシュレイ・シェーファー     | 計5話出演                     | N/A                |
| 2010-2012 | 30 ROCK/サーティー・ロック 30 Rock             | シェーン・ハンター           | 計3話出演                     | （吹き替え版なし） |
| 2011      | ジ・オフィス The Office                        | ディアンジェロ・ヴィッカーズ | 計4話出演                     | （吹き替え版なし） |
| 2018-2023 | メディア王 〜華麗なる一族〜 Succession         | N/A                          | 製作総指揮                    | N/A                |
| 2024      | ザ・ボーイズ The Boys                          | コーチ・ブリンク             | 第4シーズン カメオ出演        | 岩崎ひろし         |